# Aalen
Aalen je velké okresní město v Německu, na východě Bádenska-Württemberska.

## Geografie
Město leží v údolí řeky Kocher; nejnižší bod (375 m n. m.) je říčka Lein u Rodamsdörfle, nejvyšší (733 m n. m.) je vrchol Zelené hory u Unterkochenu.
Sousední obce: Oberkochen, Essingen, Heuchlingen, Abtsgmünd, Neuler, Hüttlingen, Rainau, Westhausen, Lauchheim, Bopfingen, Neresheim, Heidenheim an der Brenz a Königsbronn.

## Historie

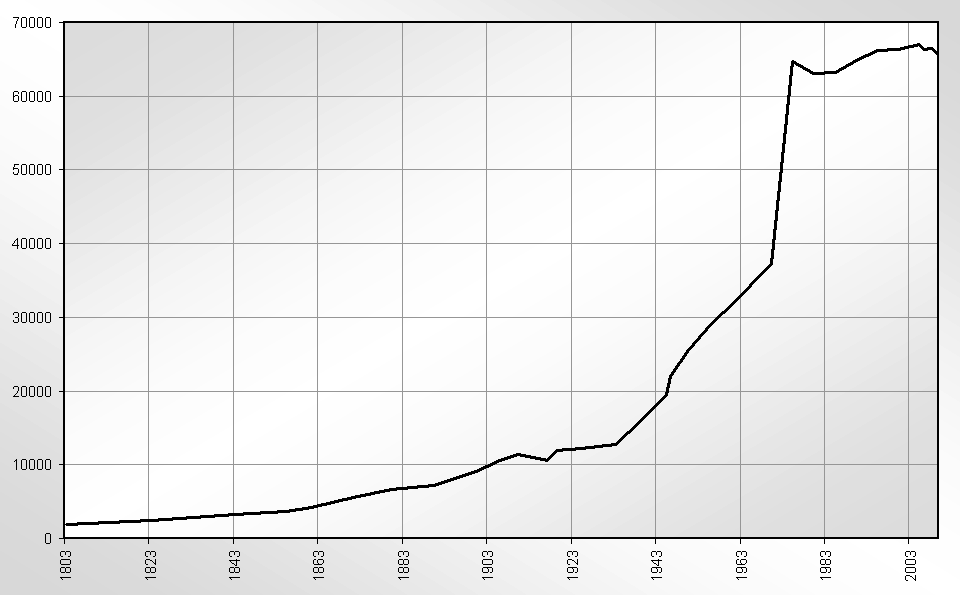
Vývoj počtu obyvatel Aalenu

Oblast dnešního Aalenu byla obývána již od hlubokého pravěku. Kolem r. 150 n. l. se území stalo součástí Římské říše a byl tu postavený Rétský limes. Na jeho obranu Římané postavili castrum a jeho zbytky jsou dnes známé jako Kastell Aalen a nachází se západně od dnešního centra města. S tisícovkou jezdců to byla největší pevnost na Rétském limesu. Kolem r. 260 n. l. se Římané stáhli a oblast obsadili Alemani. Podle nalezených mincí pocházejících ze 3. a 4. st., tu ale civilní osídlení stále přetrvávalo. Bohužel žádné jiné důkazy pro osídlení překlenující římskou dobu a raný středověk se zatím nenašly.
První středověká zmínka o Aalenu pochází z r. 839 z listiny císaře Ludvíka Pobožného. Další informaci přináší až soupis majetku ellwangenského kláštera z r. 1136, ve kterém je zmiňován Konrad von Aalen. Další středověké dokumenty naznačují, že středověké město Aalen založili Hohenštaufové někdy mezi lety 1241–46. O století později město patřilo hrabatům z Oettingenu. Během války proti Württembersku, získal císař Karel IV. město bez boje a 3. prosince 1360 ho Karel IV. deklaroval jako císařské město, které podléhalo přímo jemu. Toto privilegium, které z města učinilo jakýsi městský stát, si Aalen uchoval až do r. 1803. V r. 1377 se Aalen připojil ke spolku švábských měst a o osm let později se na městské pečeti poprvé objevuje termín „civitas“. Roku 1398 získává město tržní právo a o tři roky později soudní pravomoc. Z roku 1528 pochází nejstarší vyobrazení města s hradbami, věžemi a dvojitým příkopem. Ten se dodnes dochoval v názvech ulic, které vedou po obvodu města a jmenují se Severní, Východní, Jižní a Západní Městské příkopy. Hradby byly asi 6 metrů vysoké a kolem jednoho kilometru dlouhé a byly do nich proraženy dvě městské brány. Mezi oběma branami se táhla tržní oblast, která se uprostřed lomila v pravém úhlu.
Reformace dorazila do Aalenu až 30 let po Lutherově smrti. V noci na 5. září 1634 při nešťastné manipulaci se dvěma vozy střelného prachu došlo k požáru, který zničil část města. Velkou ztrátou pro město bylo zničení městského archívu, ve kterém shořely všechny městské dokumenty. Po požáru trvalo skoro sto let než počet obyvatel dosáhl hranice dvou tisíc. Ještě v r. 1765 doznívaly dozvuky toho požáru, protože v tom roce se zřítila věž kostela, která po požáru byla špatně opravena. Věž se bohužel zřítila na hlavní loď, ze které zůstal nepoškozený jen oltářní kříž. Poškozené obvodové zdi musely být strženy. Výstavba nového kostela začala ještě r. 1765 a tato stavba stojí dodnes.
Jako svobodné říšské město byl Aalen vybrán jako místo, kde byl 22. listopadu 1749 podepsán tzv. Aalenský protokol, který upravoval soužití luteránů a katolíků v této oblasti. Za napoleonské éry nejprve přišlo město r. 1803 o svou středověkou výsadu říšského města a stalo se součástí Württemberska. 6. října 1805 přišel do města samotný Napoleon s armádou čítající 40 000 mužů. V té době už hradby neplnily svůj středověký účel a začaly se bourat.
Až na konci druhé světové války při osvobozovacích bojích bylo město poškozeno, když Spojenci bombardovali nádraží a železnici. Třítýdenní nálety dosáhly vrcholu 17. dubna 1945, kdy během jediného náletu zahynulo 59 obyvatel města, zcela bylo zničeno 33 obytných domů a 12 dalších budov a dále pak bylo poškozeno 163 budov a dva kostely. Pět dní po tomto náletu byl Aalen definitivně osvobozen.
Dnešní město vzniklo 21. června 1975 spojením Aalenu a Wasseralfingenu a neslo název Aalen-Wasseralfingen. Už 1. července 1975 bylo jméno změněno na Aalen.
Další obce, které byly v minulosti začleněny:
- 1938: Unterrombach
- 1. ledna 1970: Waldhausen
- 1. července 1972: Ebnat
- 1. ledna 1973: Dewangen, Fachsenfeld

## Hlavní památky

### Kostel sv. Mikuláše
Středu města dominuje evangelický kostel sv. Mikuláše, postavený v letech 1765–67. Je to jediná pozdně barokní památka ve městě a hlavní kostel farnosti. Z umělecké výzdoby kostela stojí za zmínku nástropní malba z roku 1767 znázorňující Nanebevzetí či Poslední soud.

### Radnice
Původní radnice ze 14. století vyhořela r. 1634 a nová byla postavena o dva roky později. Hodiny a zvonkohru darovala města Lauterburg a Norimberk. Mezi sochařskou výzdobou vyniká socha „špióna z Aalenu“, která se stala symbolem města. Bohužel od požáru v r. 1884 je socha uvnitř radniční věže. Od r. 1977 sídlí v budově historické radnice muzeum paleontologie, které vystavuje více než 1500 fosílií z oblasti Švábského Jury.

### Limesmuseum Aalen
Toto muzeum bylo otevřeno roku 1964 na místě největšího římského tábora severně od Alp. V exteriéru muzea jsou ruiny římské pevnosti. Toto muzeum je největší muzeum, které přibližuje Hornogermánsko-rétský limes, který byl v r. 2005 zapsán na Seznam světového kulturního a přírodního dědictví UNESCO. Po zápisu bylo muzeum rozšířeno o rekonstrukci římských kasáren. V Aalenu sídlil jezdecký oddíl nesoucí jméno Ala II Flavia.

## Kultura a sport
Místní fotbalový klub VfR Aalen působil v 2. německé fotbalové Bundeslize.

## Osobnosti města
- Georg Elser (1903–1945), odpůrce nacismu, atentátník na Adolfa Hitlera z roku 1939
- Gerhard Thiele (* 1953), astronaut a fyzik

## Partnerská města
- Antakya, Turecko, 1995
- Cervia, Itálie, 2011
- Christchurch, Anglie, Spojené království, 1981
- Saint-Lô, Francie, 1978
- Tatabánya, Maďarsko, 1987